# Spjutasjön
Spjutasjön är en sjö i Halmstads kommun i Halland och ingår i Fylleåns huvudavrinningsområde. Sjöns area är 0,051 kvadratkilometer och den befinner sig 166 meter över havet.